# Altan-chán
Altan-chán (mongolsky Алтан хан, doslova „Zlatý chán“; 1507–1582), rodným jménem Anda (mongolsky Анда), z rodu Bordžiginů byl od roku 1519 chánem tümedských Mongolů a od roku 1542 nejvlivnějším mongolským chánem. Podařilo se mu sjednotit Mongolsko, od chalchských Mongolů na severu po čacharské kmeny na jihu.

## Život
Altan-chán byl druhým synem džinonga Bars Boluda a vnukem Dajan-chána, který sjednotil Mongoly v pokusu o obnovení slávy říše Jüan. Po smrti otce roku 1519 Altan-chán převzal vládu nad tümedskými Mongoly, zatímco jeho starší bratr Gün Bilig vládl v Ordosu. Po bratrově smrti roku 1542 převzal i jeho panství a stal pánem celého pravého křídla Mongolů s titulem Töšeetü-sečen-chán.
Poté, co roku 1547 zemřel Bodi-Alagh-chán, nejvyšší mongolský vládce, Altan-chán zaútočil na jeho syna a nástupce Darajsunga a donutil ho k útěku na východ. Roku 1551 s ním uzavřel mír, podle něhož Darajsung uznal nadřazenost Altan-chána a přiznal mu titul Gegen-chána. Poté byl Altan-chán nejmocnějším vládcem Mongolska a měl možnost tlačit na Ojraty a mingskou Čínu. Roku 1554 založil město Chöch chot (Modré město), které se stal jeho hlavním sídlem a řemeslnickým i obchodním centrem jeho panství.
V letech 1529, 1530 a 1542 Altan-chán provedl velké nájezdy na čínské území. Roku 1550 obešel Velkou čínskou zeď a dostal se s armádou až na předměstí Pekingu, které vypálil. Pod mongolským tlakem mingský císař Ťia-ťing připustil uzavření míru a dohody o obnovení obchodu s Mongoly. Nakrátko byly otevřeny trhy s koňmi v Ta-tchungu a Süan-fu. Po několika měsících je však mingské úřady uzavřely a Mongolové se vrátili k nájezdům. Trvalý mír s říší Ming uzavřel až roku 1571, již s dalším císařem Lung-čchingem, od kterého obdržel titul Šun-i-wang (Poslušný a spravedlivý kníže).
Po století míru mezi Mongoly a Ojraty Altan-chán uskutečnil proti východomongolským Ojratům i několik tažení, ve snaze o sjednocení kočovných kmenů. Zaútočil na ně roku 1552, Ojrati však opustili vrchoviny Orchonu a ustoupili na západ. Roku 1562 na ně zaútočil znovu a donutil je ustoupit až k Irtyši.
Podporoval šíření a upevnění vlivu buddhismu v Mongolsku, za tím účelem navázal vztahy s lámou Sönam Gjamccho, představeným klášterů Sera a Däpung, pozval ho do Mongolska, přijal buddhismus a Sönam Gjamcchovi udělil titul dalajláma (titul byl zpětně přiznán i dvěma Sönam Gjamcchovým předchůdcům).